# Alpinia haenkei
Alpinia haenkei là một loài thực vật có hoa trong họ Gừng. Loài này được C.Presl mô tả khoa học đầu tiên năm 1832.